# Đội tuyển Davis Cup Madagascar
Đội tuyển Davis Cup Madagascar đại diện Madagascar ở giải đấu quần vợt Davis Cup và được quản lý bởi Liên đoàn quần vợt Madagascar.
Madagascar hiện đang thi đấu ở Nhóm III khu vực Âu/Phi. Họ về đích thứ 4 ở Nhóm III năm 2001 và 2002.

## Lịch sử
Madagascar tham gia kì Davis Cup đầu tiên vào năm 1997.

## Đội hình hiện tại (2017)
- Antso Rakotondramanga
- Jean-Jacques Rakotohasy
- Lofo Ramiaramanana
- Lucas Andriamasilalao